# Chiralidon
Chiralidon ist der Markenname für einen immobilisierten Biokatalysator, mit dessen Hilfe man mittels Reduktion  aus prochiralen Ketonen chirale sekundäre Alkohole herstellen kann. Man unterscheidet Chiralidon-R und Chiralidon-S. Beispielsweise lassen sich aus Acetophenon mit Chiralidon-R der (R)-1-Phenylethanol und mit Chiralidon-S der (S)-1-Phenylethanol herstellen. Die Umsetzung gelingt sehr leicht in wasserhaltigem Isopropylalkohol bei Raumtemperatur, wobei das Chiralidon als Suspension vorliegt, das Keton aber gelöst ist. Die Aufarbeitung erfolgt durch Filtration des Chiralidons von der Reaktionslösung und Destillation des Produktes. Die Ausbeuten sind hoch, die Enantiomerenreinheiten sehr hoch. Chiralidon wie auch das Lösungsmittel sind mehrfach verwendbar.

## Herstellung
Chiralidon ist ein Katalysator auf Enzymbasis. Eine Alkoholdehydrogenase (ADH) wird zusammen mit deren Coenzym und Puffer auf einem Superabsorber (SAP) immobilisiert. Es handelt sich um eine Einschlussimmobilisierung. Für die Herstellung des Chiralidon-R verwendet man standardmäßig eine R-selektive ADH aus Lactobacillus brevis und für Chiralidon-S eine S-selektive ADH aus Thermoanaerobicum sp. Beide Enzyme sind NADP abhängig. Die Immobilisierung erfolgt einfach und unkompliziert, indem zu einer Lösung der entsprechenden Alkoholdehydrogenase und dem Coenzym in Puffer, soviel Superabsorber zugegeben wird, bis die gesamte Flüssigkeit aufgesaugt ist. Das feuchte Immobilisat wird im Vakuumexsikkator getrocknet und ist dann direkt einsatzfähig.
Der Vorteil dieser Immobilisierung ist der, das beide reaktiven Komponente Enzym und Coenzym auf einem Trägermaterial immobilisiert sind.

## Verwendung
Die Biokatalyse mit Chiralidon findet in wasserhaltigem Isopropylalkohol statt. Isopropylalkohol dient dabei nicht nur als organisches Lösungsmittel für das Substrat, sondern ist auch wichtig für die Regeneration des Coenzyms wie beispielsweise NADP zu NADPH, was letztlich die Reduktion des Ketons zum chiralen sekundären Alkohol bewirkt. Der Vorteil ist weiterhin, dass auch schlecht wasserlösliche Substrate sich in dem Isopropylalkohol (90%ig) gut lösen.
Beispiele für Reduktionen mit Chiralidon-R oder -S: Acetessigester zu (R)- bzw. (S)-3-Hydroxybuttersäureester [2,3], Lävulinsäure zu (R)- bzw. (S)-4-Hydroxyvaleriansäure, selektive Reduktion der Ketogruppe in p-Acetylbenzaldehyd zu p-Formyl-(R)-1-phenylethanol bzw. p-Formyl-(S)-1-phenylethanol, Reduktionen von Polyglycerinester mit 3-Oxobuttersäure mit Chiralidon-R zu den entsprechenden Polyglycerinester mit (R)-3-Hydroxybuttersäure.
Mischt man bei der Chiralidon Herstellung eine zweite Reduktase wie eine Iminreduktase hinzu, die ebenfalls NADP abhängig ist, so dient hier das Chiralidon der Cofactorregenerierung NADP zu NADPH ebenfalls mit Isopropylalkohol. Aus prochiralen Iminen lassen sich so chirale Amine in hohen chemischen und optischen Ausbeuten erhalten.